# 伊萨克·查恩萨
伊萨克·查恩萨（Isaac Chansa，1984年3月23日—），是一名赞比亚职业足球运动员，司职中场。曾效力于中国球队河南建业。

## 俱乐部生涯
查恩萨在赞比亚球队谦比希开始职业足球生涯，之后转投发动机队。2004年，他首次出国，加盟南非足球超级联赛豪门奥兰多海盗。2006年底，他在奥兰多海盗和约莫宇宙的比赛中因为攻击助理裁判而被罚停赛三个月（9场比赛）。2007年，他接受南非国家队前教练斯图亚特·巴克斯特的邀请，转会到瑞典足球超级联赛球队赫爾辛堡IF。 2010年2月1日，查恩萨回到奥兰多海盗。
2012年，查恩萨和奥兰多海盗的死敌凯萨酋长签订一份预备合同，预计7月份转投该队。但6月中旬，奥兰多海盗宣布查恩萨正式转会加盟中国足球超级联赛球队河南建业。

## 国际比赛生涯
查恩萨2004年首次入选赞比亚国家足球队，他代表赞比亚队先后参加了2006年非洲国家杯、2008年非洲国家杯、2010年非洲國家盃和2012年非洲國家盃，并在2012年2月12日为赞比亚捧得历史上首个非洲國家盃冠军。  

## 荣誉
奥兰多海盗
- 南非足球超级联赛冠军：2010-11，2011-12

赞比亚
- 非洲國家盃：2012